# Bullseye (Britse spelshow)
Bullseye is een Britse televisiespelshow met een dartthema, bedacht door Andrew Wood en Norman Vaughan.
De oorspronkelijke serie werd uitgezonden op ITV en geproduceerd door ATV in 1981, vervolgens door Central van 1982 tot 1995. Jim Bowen presenteerde de show gedurende de eerste 14 jaar dat deze liep. Een heropleving, geproduceerd door Granada Yorkshire voor Challenge TV, werd uitgezonden in 2006, gepresenteerd door Dave Spikey. Een kerstspecial, gepresenteerd door Freddie Flintoff, werd uitgezonden op ITV1 op 22 december 2024, waarna een volledige serie volgt in 2025.
De show had een geanimeerde mascotte genaamd Bully, een antropomorfe grote bruine stier die een rood-wit gestreept shirt en een blauwe broek droeg. Bullseye trok op zijn hoogtepunt tot wel 20 miljoen kijkers.